# 粗瘤黑鐘螺
粗瘤黑鐘螺（学名：Omphalius rusticus），舊名锈凹螺，原歸類於原始腹足目马蹄螺科凹螺屬。2017年新分類更改名稱，並改歸類於鐘螺目鐘螺總科Tegulidae科黑鐘螺屬。主要分布于萨哈林岛、日本海域、台灣海域、中国南海北部（海洋岛一防城），常栖息在潮间带。